# Pandèmia de COVID-19 a Bhutan
La propagació de la pandèmia per coronavirus de 2019-2020 a Bhutan es va detectar el 6 de març de 2020 amb el cas d'un turista estatunidenc d'edat avançada. El mateix dia, el rei, Jigme Khesar Namgyel Wangchuck, va decretar aleshores el tancament de les fronteres del país als turistes estrangers per a frenar la progressió de l'epidèmia de Covid-19 al regne himalaienc.
En data del 19 de juliol el regne comptava 89 casos de persones infectades i 82 de guarides.

## Cronologia
El 6 de març del 2020, Bhutan va confirmar el seu primer cas de malalt de COVID-19, un ciutadà estatunidenc de 76 anys que havia arribat al país després de passar per l'Índia. El turista havia entrat en contacte directe amb 90 persones, i a conseqüència tota aquesta gent es veié sotmesa a una quarantena.
El regne va restringir immediatament l'entrada de turistes estrangers durant dues setmanes. Alhora les escoles de tres àrees, fins i tot a la capital Thimphu, es van tancar.
El turista nord-americà va ser evacuat cap als Estats Units el 13 de març.
El 20 de març es va informar d'un segon cas; la companyia de 59 anys del ciutadà estatunidenca va resultar positiva a la prova del COVID-19. Tot i que el conductor i el guia van obtenir resultats negatius, es va allargar la durada de llur quarantena inicial a títol preventiu.
El 22 de març, el monarca Jigme Khesar Namgyel Wangchuck, va anunciar durant un discurs nacional que les fronteres terrestres de l'estat es tancarien hermèticament.
Dos dies després, el 24 del mateix mes, el govern va vedar les importacions de nous d'areca i de fulles de bètel, i també de fruita, verdura i carn per a evitar l'expansió del coronavirus. Alhora es van tancar totes les fronteres amb l'Índia.
El 25 de març, es va informar d'un tercer cas confirmat; un estudiant bhutanès que havia tornat uns dies enrere del Regne Unit va tenir resultats positius a la prova de COVID-19.
El dia 29, segons informà el ministeri de Salut, un estudiant que havia tornat al país i estava en quarantena va obtenir resultats positius a les proves. El pavient fou endut al centre d'aïllament de Thimphu. El jove era el quart cas confirmat del país i el segon ciutadà bhutanès a patir una infecció de COVID-19. Alhora s'assabentà de la presència a Nova York d'un altre individu del regne muntanyenc amb infecció.